# Малкова (деревня)
Малкова — деревня  в Байкаловском районе Свердловской области. Входит в состав Байкаловского сельского поселения. Управляется Липовским сельским советом.

## География
Населённый пункт расположен на левом берегу реки Цыган в 7 километрах на юг от села Байкалово — районного центра.

### Часовой пояс
Малкова, как и вся Свердловская область, находится в часовой зоне МСК+2. Смещение применяемого времени относительно UTC составляет +5:00.

## Население
| 2002 | 2010 | 2021 |
| ---- | ---- | ---- |
| 12   | ↗13  | ↘10  |

## Инфраструктура
В деревне расположена всего одна улица (Мира).